# Стефан Владислав
Стефан Владислав Немањић (црсл. Стѣфань Владиславь) био је српски краљ од 1234. до 1243. године и ктитор манастира Милешеве у коме је сахрањен Свети Сава.

## Породица, детињство и младост
Владислав је био син Стефана Првовенчаног, српског великог жупана и краља (1196–1227. ) и Евдокије, ћерке византијског цара Алексија III. Брак Првовенчаног и Евдокије закључен је након битке на Морави 1191. године и склапања мира између Србије и Византије, када се на месту византијског цара налазио Евдокијин стриц Исак II Анђео. Иако година рођења Владислава није позната, хронолошке границе могу се приближно одредити. Будући да је Владислав имао старијег брата Радослава, могао је бити рођен у периоду између 1192. и 1200/1201. године, када су му се родитељи развели. Захваљујући подацима које добијамо из материјалних извора (фрескосликарство), може се претпоставити да је Владислав рођен око 1198. године.
Владислав је наводно имао две сестре: Комнену, коју је отац Првовенчани удао за албанског принца Димитрија Прогонова, а она се потом преудала за грчко-албанског старешину Грегорија Камонаса. Друга неименована сестра се наводно удала за севастократора Александра Асена. Георгије Акрополит сматра да је Александар био син бугарског владара Јована Асена I. Не може се са сигурношћу потврдити да ли је Коломан II Бугарски њихов син. Владислав је имао и тројицу браће: Радослава, Уроша и Предислава.
О Владислављевом раном животу нема много података. Чувени "Данилов зборник" садржи само кратке белешке о животима Радослава и Владислава. Архиепископ Данило, који се наставља на дела Доментијана и Теодосија, очигледно је сматрао да су подаци о владавинама ове двојице краљева садржани у делима његових претходника довољни. Стога је о кратким владавинама Радослава и Владислава сачувано сразмерно мање података него о владавинама других Немањића.

### Изградња Милешеве
Још као краљевић, Владислав је приступио изградњи манастира Милешева. Теодосије сведочи да је храм грађен током владавине краља Владислава, али су фреске на манастиру датоване у период између 1220. и 1228. године. Оне приказују Владислава као голобрадог младића, што свакако није био 1234. године када је дошао на власт. Пресудну улогу у подизању и осликавању Милешеве имао је Владислављев стриц Сава. Ипак, манастир је несумњиво подигнут у име краља Владислава, о чему сведоче Теодосије и Доментијан. Колика је била улога самог Владислава у подизању Милешеве, данас се не може знати. О подизању манастира писао је и архиепископ Данило. Манастир Милешева посвећена је Вазнесењу Христовом. Подигнута је у жупи Црна Стена. Милешева је у целости завршена тек 1234. године, односно године када је Владислав дошао на власт.
Питање првобитне намене Милешеве било је предмет расправе међу научницима. Многи сматрају да је Сава градио Милешеву са намером да тамо буде сахрањен након смрти. Оваквој тези недостаје изворна потврда. Други сматрају да је одлука о сахрањивању Саве у Милешеви била на Владиславу, у чије име је манастир и грађен. Никола Радојчић је претпостављао да је изградња Милешеве последица Савиног сећања на младост проведену у Хуму и да је први српски архиепископ оставио у аманет Владиславу и Арсенију да тамо буде сахрањен. У том случају Милешева би првобитно била грађена у те намене.

## Долазак на власт
Априла 1230. године у бици код Клокотнице, Радослављев таст, цар Теодор I и Епир су доживели тежак пораз од Бугара и њиховог цара Ивана (Јована) Асена II (1218–1241. ). Тако је Стефан Радослав остао без важне спољне помоћи, а они који су у Србији били незадовољни његовом прогрчком владавином су могли тражити подршку победника Бугара, да се смени владар наклоњен Епиру. Ипак, Стефан Радослав се одржао на престолу још више од три године. Очигледно је имао значајну подршку у својој држави. Упркос неслагањима и архиепископ Сава је изгледа остао поуздан ослонац краљу Стефану Радославу, а када је краљ смењен архиепископ Сава је неко време оклевао да ли да крунише његовог брата Стефана Владислава.
Против Стефана Радослава се побунила властела и на престо довела његовог млађег брата Стефана Владислава. Побуна се десила последњих месеци 1233. или почетком 1234. године, а хронологија тадашњих збивања позната је захваљујући повељи Радослава Дубровчанима од 4. фебруара 1234. године у којој он губитак престола смешта у 6742. годину. Она је отпочела 1. септембра 1233. године, те Радослављев пад треба сместити између та два датума.

### Грађански рат Радослава и Владислава
Архиепископ Сава првобитно изгледа да није прихватио смену на престолу, о чему опширно пише Теодосије, а много оскудније Доментијан. Ипак, напослетку је морао прихватити свршен чин и крунисати Владислава за новог краља. Радослав и Ана су најпре отишли у Дубровник где су покушали организовати државни удар против Владислава. Дубровчани су га лепо примили, а Радослав им је доделио веома широке повластице ослобађајући их свих обавеза према српским владарима. Реч је о повељи од 4. фебруара 1234. године на којој се бивши краљ потписао као "Стефан Дука". Намера му је била да стекне савезника за борбу против Владислава. Радослав стога обећава Дубровчанима врло широке повластице уколико успе да поврати престо: дубровачки трговци стекли би право слободног кретања по Србији, као и по Хумској земљи и по Зети. Такође, република би била ослобођена плаћања могориша.
Међутим, Владислав је вршио велики притисак на Дубровник. Радослав је покушао да потражи заштиту код босанског бана Матеја Нинослава, у чему није имао успеха. Стога је напустио Дубровник и побегао у Драч ког деспота Михаила II. Тамо се развео од Ане. Извори кажу да му је један „Фруз“ (Француз) запретио мачу и отео жену. Ласкарис сумња у истинитост Теодосијеве тврдње да је Француз отео жену бившег српског краља. Драч се до 1258. године налазио у рукама епирских Грка, након чега прелази под власт Манфреда Сицилијанског. У време када је Теодосије писао "Житије Светог Саве" Драч се налазио под влашћу Анжујаца, чиме Ласкарис објашњава грешку Савиног биографа. Такође, Ласкарис, као и Станоје Станојевић сумња у читаву причу о разводу, будући да се Радослав и Ана помињу у српским поменицима. Он допушта могућност да се са Радославом вратила у Србију и замонашила и Ана.
Троношки родослов даје донекле другачију слику развода Радослављевог брака: Радослав и Ана су најпре побегли у Зету, код Вуканових синова, а како их ови тамо нису примили, продужили су за Драч, где су се растали. Из Драча је Радослав отишао на Свету гору стрицу Сави, те су се заједно вратили у Србију. Сава је потом замонашио Радослава. Манојло Ласкарис сумња у истинитост Теодосијеве приче о Радослављевом разводу и замонашењу. Он сматра да Теодосије као писац из прве половине 14. века не може бити поуздани извор, тим пре што Доментијан не помиње Радослављев боравак у Драчу. Теодосије, са друге стране, не помиње боравак Радослава у Дубровнику, али је несумњиво да је свргнути краљ заиста најпре отишао у тај град, будући да је фебруара 1234. године тамо издао повељу.
Сумња у причу о Савином монашењу Радослава јавља се услед чињенице да монашење не помиње Доментијан који није пропустио да наведе ниједно дело свог учитеља. Будући да је овим чином Сава спречио наставак грађанског рата, мало је вероватно да би Доментијан изоставио да га помене.

## Однос према Бугарској
Као што је Радослав имао подршку из Епирске деспотовине, Владислав I је подршку црпао из Бугарске, која је у време Ивана Асена II (1218–1241) постала најмоћнија држава на Балкану. Да би ојачао везу са Бугарском, Стефан Владислав I се оженио Белославом, кћерком бугарског цара. Теодосије прича како је Сава, приликом крунисања Владислава, довео синовцу и невесту, ћерку бугарског цара Асена. Брак је склопљен око 1234. године, када је Владислав имао око 40 година. О брачном животу Владислава и Белославе не зна се много. Сигурно је да су имали више деце. Сачувани подаци о краљичином депозиту сведоче о њеном богатству. Након пада Владислава са власти, Белослава је заједно са њим отишла у Дубровник.
Алијанса између Владислава и Јована Асена II била је претња мађарским владарима. Неки историчари мисле да је Владислав прихватио бугарско сизеренство, али не постоји евиденција о томе, јер не постоји ни један извор који тврди да је Владислав признао Јована Асена као врховног господара Србије. Како год, изгледа да је Јован Асен једно време имао велики утицај на политику Владислава. Владислав је касније напустио алијансу са Јованом Асеном, можда уплашен последица ближих односа са Бугарском, јер је Радослав био у ближим односима са Епиром што је допринело незадовољству у српском племству. Ово указује да Владислав није зависио од Бугарске, јер није био дужан да буде у алијанси. Да је морао да прихвати сизеренство од Јована Асена, он би највероватније морао бити натеран да јој се придружи.

### Пренос моштију Светог Саве из Трнова у Србију
На почетку владавине краља Владислава долази до промене на архиепископској столици. Свети Сава је добровољно напустио положај архиепископа и одредио свог наследника, Арсенија. Абдикација је извршена на сабору у Жичи. Након што је неко време провео у Србији, како би свог наследника упутио у послове, Свети Сава је кренуо на своје последње ходочашће на исток. По повратку, посетио је бугарског цара Јована Асена у Трнову. Тамо је и умро, највероватније 14. јануара 1236. године, мада се мишљења историчара по питању тачног датума разилазе.
Свети Сава је сахрањен у цркви Четрдесет мученика у Трнову. Према Тедоосијевом сведочанству, Сава за живота није одредио где ће бити сахрањен. Сам Сава је, напуштајући Србију, изрекао да ће у туђој земљи завршити живот и бити сахрањен. Теодосије нам даје и опис Савиног гроба у Трнову: "цар заповеди да се озида гроб његов и положивши камен часни поврх гроба и царском багреницом покривши га, постави свећњак и златокована кандила над гробом." Опис Владислављеве мисије доласка у Бугарску и преузимања стричевих моштију дају Доментијан и Теодосије. Услед сукоба са Светим Савом, постојала је могућност да краљ изгуби подршку. Такође, мошти првог српског архиепископа нису смеле почивати ван Србије. Стога се Владислав лично упутио у Бугарску са намером да мошти стрица пренесе у Србију. После дугих преговора са бугарским царем, постигнут је договор о преносу. Мошти првог српског архиепископа биле су нетљене, што је био први корак ка његовој канонизацији. Испражњен Савин гроб у Трнову и даље је наставио да представља светињу Бугарима. На његовом месту наставила су да се дешавају чуда. Мошти су пренете у манастир Милешеву, где су, у присуству архиепископа Арсенија, положене у гроб који је Владислав претходно припремио.

## Однос са Дубровачком републиком
Стефан Владислав I настојао је да уреди односе и са Дубровником. Преговори са Дубровником 1234. и 1235. године довели су до склапања уговора, према коме се Дубровник обавезао да неће дозволити да се на његовој територији припремају акције против Србије. Стефан Владислав I је потврдио повластице Дубровчана у Србији и ослободио их плаћања могориша за жупу Жрновницу, а за винограде на подручју Реке дубровачке, Дубровник је плаћао српским владарима до турских освајања.
Године 1237. Владислав је потписао споразум за трговање са Ђованијем Дандолом, представником Дубровника. Споразум је дао Дубровнику трговинске привилегије под условом да Дубровник више никада не допушта побуне против Србије на њеној територији.
Папа Гргур IX започео је крсташки рат против Богумила у Босни, који су били сматрани јеретицима. Централна Босна није била освојена, и босански бан Матеј Нинослав и његово племство повукли су се у Дубровник 1240. године. У једном едикту издатом од стране Нинослава 22. марта 1240. године, овај је обећао да ће штитити Дубровник, ако га Владислав нападне.

## Поход на Хум
Растко Немањић је провео у Хумској земљи две године, пре него што је отишао на Свету гору да се замонаши. У Хуму га је наследио велики кнез Петар кога је, према Мавру Орбинију, изабрала хумска властела. Петар је протерао удовицу Мирослава Завидовића и њиховог малолетног сина Андрију. Стефан Немања је стао у заштиту права свога нећака Андрије, док је Петар потражио помоћ угарског краља. Последица је упад угарског херцега Андрије у Хумску земљу 1198. године, у време када се и монах Симеон (Стефан Немања) повукао на Свету гору. Андрија у својој титулатури 1198. и 1200. године наводи, између осталог и да је "господар Хума". Херцег Андрија се није дуго задржао у Хумској земљи, већ се повукао остављајући Петра као представника угарских интереса на овим територијама. Услед рата са братом Вуканом, Стефан није могао активније учествовати у рестаурацији власти Мирослављевих потомака у Хуму. Тек 1207. године Стефан је покренуо поход на Хум. У бици у Бишћу код Благаја Петар је одлучно поражен и приморан на повлачење у предео између Неретве и Цетине и признао врховну власт српског краља. Његове територије су подељене. Према Мавру Орбину, Андрија је добио Стон са Пељешцом, Приморје и Попово, док је Источни Хум добио Стефанов син Радослав Немањић. Тома Архиђакон пише да су Сплићани изабрали Петра за свог господара у борбама против Шубића. Он је Сплитом владао до своје смрти (почетак 1227. године). Наследио га је брат Тољен. Сплитом је након Петрове смрти овладао Гргур Шубић.
Тољен је такође признавао власт српског краља, што се зна на основу похода краља Владислава ка истоку из 1237. године. Угарски херцег Коломан, на наговор папе Гргура IX, покренуо је те године поход против босанских патарена, успешно продирући све до Хумске земље. Тако су се на удару нашле земље кнеза Тољена, те се српски краљ, као њихов врховни владар, нашао обавезним да интервенише. Српска војска стигла је до Цетине где је Владислав 23. јуна 1237. године закључио уговор о савезу и пријатељству са грађанима Сплита. Према овом документу, као и према документима које су кнезови Омиша склапали са Млетачком републиком између 1208. и 1247. године, Крајина је била под врховном влашћу српског краља, уживајући посебан статус у односу на хумске господаре. Граница Србије и Угарске била је на реци Цетини. Тољен је умро 1239. године. Мирослављев син Андрија проширио је своју власт над читавом Хумском земљом, поново ујединивши земље свога оца. Андријине потомке, Радослава и Богдана, уклонио је са власти Владислављев брат Урош, у склопу своје централистичке политике.

## Пад са власти
За време Владислављеве владавине, дошло је до велике монголске (у тадашњим изворима татарске) најезде. Татари су упали у Угарску 1241. године и стигли до Јадранског мора. Почетком 1242. године њихови одреди су пустошили и српске градове на обали Јадранског мора, а у унутрашњост према Дунаву су се вратили вероватно преко северног Косова. При томе су наставили да пљачкају подручје кроз које су прошли. Већ 1241. године Татари су у Бугарској изазвали потпуну пометњу, која се додатно погоршала смрћу цара Ивана Асена II, у јуну 1241. године. Када је Бугарска постала татарски вазал, углед бугарског зета, краља Стефана Владислава I, нагло је опао. Српска властела је то искористила и на владарски престо довела новог краља. Стефан Владислав I збачен је са власти вероватно крајем 1241. или почетком 1242. године, а уз подршку властеле наследио га је млађи брат Урош I.
У јесен 1243. године Стефан Урош I, његов трећи брат, постављен је на трон. Историчари мисле да је бугарски утицај био јак и непопуларан. Побуњено племство је изабрало Уроша за свог кандидата за краља негде у периоду од 1242. до јесени 1243. године. Почела је битка за трон, која је убрзо завршена поразом Владислава. Изгледа да га је Урош брзо ухватио и заточио. Главни отпор против Уроша пружила је Владислављева жена, Белослава. Белослава је на неко време била прогнана у Дубровник. Чињеница да је она организатор отпора против Уроша позната је из едикта насталог у лето 1243. године. Непријатељство није трајало дуго, а убрзо су се браћа помирила.

## Последње године
Будући да нема историјских извора о смени на српском престолу 1243. године, историчари су је приписивали променама на широј геополитичкој сцени, изазваној монголском најездом. Владислав је након измирења са братом наставио да живи у Србији. Једини документ који донекле сведочи о сукобу Уроша и Владислава потиче највероватније из прве половине 1243. године. Везан је за боравак Владислављеве удовице Белославе у Дубровнику, где се склонила након мужевљевог пада са престола. Дубровчани су се заклели да неће "ни по мору, ни по суху, ни у Босну", ни писмима, ни посланицима деловати против краља Уроша.>
О Владислављевом животу након 1243. године нема много података. Он се помиње у једном рукопису манастира Милешева 1264. године. Умро је пре 1277. године. Поједини подаци из дубровачког архива наговештавају Владислављеву власт над Зетом у годинама након његовог силаска са српског престола. Мишљења историчара по питању да ли је Владислав управљао Зетом од 1243. године до своје смрти се разилазе. Документ из 1247. године сведочи о извештају дубровачког каноника Матеја који је саопштавао папску наредбу о супремацији дубровачке архиепископије становницима Бара. Присутни су узвикивали: "Какав папа, краљ Урош је наш папа!" Владислав је и заиста живео у зетском приморју, у граду Скадру. Иван Божић сматра да је он владао земљом заједно са својим братом. Барски архиепископ, поводом сукоба дубровачке и барске цркве, долазећи у Дубровник на разговоре са тамошњим поглаваром, тражио је заштиту између осталог и у име Уроша и његовог брата Владислава. Став Уроша и Владислава према овом питању био је исти: Урош је говорио да римски папа нема у његовој држави никакве власти, јер она већ има папу (односно архиепископа). Истовремено је "брат поменутог краља Владислав говорио нечувене речи псујући као бестидни пас на господина папу називајући псом и њега и све кардинале."
Уговор Дубровачке републике и бугарског цара Михаила Асена подразумевао је заједнички рат против краља Уроша и његовог брата Владислава. Владислављева улога у управљању Србијом била је велика, али се он не помиње ни са каквом функцијом. Задатак Дубровника у овом савезу био је да освоје градове у Приморју. Ти градови се помињу у склопу целе српске државе, под влашћу краља Уроша, а не као посебна област под влашћу Владислава. И у осталим документима тог периода помиње се као владар Зете Урош, а не Владислав.

## Потомство
Владислав је са бугарском принцезом Белославом имао више деце. Већ 1237. године, у уговору кога је српски краљ потписао са дубровачким кнезом Ђованијем Дандолом, Дубровчани су предвидели да у случају нужде угосте Владислава, његову жену и децу. Троношки родослов помиње да Владислав није имао синове, већ само две ћерке, што није тачно. Поуздано се зна за двојицу Владислављевих синова и једну ћерку:
- Стефан
- Деса
- ћерка непознатог имена, удата за омишког кнеза Ђуру Качића.

О постојању Владислављеве ћерке сведочи недатирано писмо Ђуре Качића, омишког кнеза, дубровачком кнезу, властели и општини, у коме су поменути "сељаци" које је краљ Владислав дао њему и његовој жени, а својој ћерци. Писмо се датује у период средине 1270-тих година. Стефан, Владислављев старији син, умро је пре 1281. године када се као покојни помиње у манастиру Есфигмену на Светој Гори. О жупану Деси сачувано је нешто више података, захваљујући дубровачким документима. Син краља Владислава оставио је на чување поклад кога су 1281. године преузели изасланици краља Драгутина. Из овога се посредно може закључити да 1. јула 1281. године Деса није био жив. Између осталог, Деса је у депозит оставио и заставу од свиле црвене и плаве ("vexillum unum de zendato rubeo et blavo"). То је први податак о бојама једне српске заставе у српској историји.

### Породично стабло
|  |                              |  |  |  |  |  |  |  |  |  |  |  |  |  |  |  |
|  | 16. Урош I Вукановић         |  |  |  |  |  |  |  |  |  |  |  |  |  |  |  |
|  |                              |  |  |  |  |  |  |  |  |  |  |  |  |  |  |  |
|  |                              |  |  |  |  |  |  |  |  |  |  |  |  |  |  |  |
|  | 8. Завида                    |  |  |  |  |  |  |  |  |  |  |  |  |  |  |  |
|  |                              |  |  |  |  |  |  |  |  |  |  |  |  |  |  |  |
|  |                              |  |  |  |  |  |  |  |  |  |  |  |  |  |  |  |
|  | 17. Ана Диогенеса            |  |  |  |  |  |  |  |  |  |  |  |  |  |  |  |
|  |                              |  |  |  |  |  |  |  |  |  |  |  |  |  |  |  |
|  |                              |  |  |  |  |  |  |  |  |  |  |  |  |  |  |  |
|  | 4. Стефан Немања             |  |  |  |  |  |  |  |  |  |  |  |  |  |  |  |
|  |                              |  |  |  |  |  |  |  |  |  |  |  |  |  |  |  |
|  |                              |  |  |  |  |  |  |  |  |  |  |  |  |  |  |  |
|  | 2. Стефан Првовенчани        |  |  |  |  |  |  |  |  |  |  |  |  |  |  |  |
|  |                              |  |  |  |  |  |  |  |  |  |  |  |  |  |  |  |
|  |                              |  |  |  |  |  |  |  |  |  |  |  |  |  |  |  |
|  | 5. Ана Немањић               |  |  |  |  |  |  |  |  |  |  |  |  |  |  |  |
|  |                              |  |  |  |  |  |  |  |  |  |  |  |  |  |  |  |
|  |                              |  |  |  |  |  |  |  |  |  |  |  |  |  |  |  |
|  | 1. Стефан Владислав          |  |  |  |  |  |  |  |  |  |  |  |  |  |  |  |
|  |                              |  |  |  |  |  |  |  |  |  |  |  |  |  |  |  |
|  |                              |  |  |  |  |  |  |  |  |  |  |  |  |  |  |  |
|  | 24. Константин Анђел         |  |  |  |  |  |  |  |  |  |  |  |  |  |  |  |
|  |                              |  |  |  |  |  |  |  |  |  |  |  |  |  |  |  |
|  |                              |  |  |  |  |  |  |  |  |  |  |  |  |  |  |  |
|  | 12. Андроник Анђел           |  |  |  |  |  |  |  |  |  |  |  |  |  |  |  |
|  |                              |  |  |  |  |  |  |  |  |  |  |  |  |  |  |  |
|  |                              |  |  |  |  |  |  |  |  |  |  |  |  |  |  |  |
|  | 25. Теодора Комнина Анђелина |  |  |  |  |  |  |  |  |  |  |  |  |  |  |  |
|  |                              |  |  |  |  |  |  |  |  |  |  |  |  |  |  |  |
|  |                              |  |  |  |  |  |  |  |  |  |  |  |  |  |  |  |
|  | 6. Алексије III Анђел        |  |  |  |  |  |  |  |  |  |  |  |  |  |  |  |
|  |                              |  |  |  |  |  |  |  |  |  |  |  |  |  |  |  |
|  |                              |  |  |  |  |  |  |  |  |  |  |  |  |  |  |  |
|  | 13. Ефросина Кастамонитиса   |  |  |  |  |  |  |  |  |  |  |  |  |  |  |  |
|  |                              |  |  |  |  |  |  |  |  |  |  |  |  |  |  |  |
|  |                              |  |  |  |  |  |  |  |  |  |  |  |  |  |  |  |
|  | 3. Евдокија Анђел            |  |  |  |  |  |  |  |  |  |  |  |  |  |  |  |
|  |                              |  |  |  |  |  |  |  |  |  |  |  |  |  |  |  |
|  |                              |  |  |  |  |  |  |  |  |  |  |  |  |  |  |  |
|  | 14. Андроник Дука Каматер    |  |  |  |  |  |  |  |  |  |  |  |  |  |  |  |
|  |                              |  |  |  |  |  |  |  |  |  |  |  |  |  |  |  |
|  |                              |  |  |  |  |  |  |  |  |  |  |  |  |  |  |  |
|  | 7. Ефросина Дукина Каматера  |  |  |  |  |  |  |  |  |  |  |  |  |  |  |  |
|  |                              |  |  |  |  |  |  |  |  |  |  |  |  |  |  |  |
|  |                              |  |  |  |  |  |  |  |  |  |  |  |  |  |  |  |
|  | 15. Кируена                  |  |  |  |  |  |  |  |  |  |  |  |  |  |  |  |
|  |                              |  |  |  |  |  |  |  |  |  |  |  |  |  |  |  |
|  |                              |  |  |  |  |  |  |  |  |  |  |  |  |  |  |  |

## Извори и литература
- Благојевић, Милош; Медаковић, Дејан (2000). Историја српске државности. 1. Нови Сад: Огранак САНУ.
- Божић, Иван (1950). „О положају Зете у држави Немањића”. Историски гласник. 3 (1-2): 97—122.
- Бубало, Ђорђе (2016). Српска земља и поморска у доба владавине Немањића. 1. Београд: Филип Вишњић.
- Јечменица, Дејан (2018). Немањићи другог реда. Београд: Филозофски факултет.
- Ковачевић, Јован (1955). „Традиција о Дукљанском краљевству код Немањића”. Историски часопис. 5: 291—294.
- Ласкарис, Михаило (1926). Византиске принцезе у средњевековној Србији: Прилог историји византискосрпских односа од краја XII до средине XV века. Београд: Бах.
- Маловић-Ђукић, Марица (2003). „Поклад жупана Десе”. Краљ Владислав и Србија XIII века. Београд: Историјски институт. стр. 31—39.
- Мишић, Синиша (1996). Хумска земља у средњем веку. Београд: DBR International Publishing.
- Синдик, Душан (2003). „Которски документи из времена краља Стефана Владислава”. Краљ Владислав и Србија XIII века. Београд: Историјски институт. стр. 25—30.
- Суботић, Гојко; Максимовић, Љубомир (2012). „Свети Сава и подизање Милешеве” (PDF). Византијски свет на Балкану. 1. Београд: Византолошки институт. стр. 97—109. Архивирано из оригинала (PDF) 12. 03. 2021. г. Приступљено 13. 06. 2024.
- Тошић, Ђуро (2003). „Српске приморске земље (Зета и Травунија) у XIII вијеку”. Краљ Владислав и Србија XIII века. Београд: Историјски институт. стр. 63—72.
- Ћирковић, Сима (1970). „Зета у држави Немањића” (PDF). Историја Црне Горе. 2 (1). Титоград: Редакција за историју Црне Горе. стр. 3—93.
- Ћирковић, Сима (1995). Срби у средњем веку. Београд: Идеа.
- Ћирковић, Сима (2004). Срби међу европским народима. Београд: Equilibrium.
- Fine, John Van Antwerp Jr. (1994) [1987]. The Late Medieval Balkans: A Critical Survey from the Late Twelfth Century to the Ottoman Conquest. Ann Arbor, Michigan: University of Michigan Press.
- Ћирковић, Сима (1981). „Српске и поморске земље краља Уроша I”. Историја српског народа. 1. Београд: Српска књижевна задруга. стр. 341—356.
- Узелац, Александар (2015). Под сенком пса : Татари и јужнословенске земље у другој половини XIII века. Београд.
- Ферјанчић, Божидар (1981). „Одбрана Немањиног наслеђа - Србија постаје краљевина”. Историја српског народа. 1. Београд: Српска књижевна задруга. стр. 297—314.
- Фајфрић, Жељко (2000) [1998]. Света лоза Стефана Немање. Београд: Технологије, издаваштво, агенција Јанус.
- Давид Перовић: Владар по образу и по подобију Свети Стефан Владислав I (Богословље, 2015) Архивирано на веб-сајту  (16. новембар 2020)
- Ковачевић, Љубомир. „Неколико хронолошких исправка у српској историји“, Државна штампарија у Београду, 1980. 1-93.
- Мак Даниел, Гордон. „Генезис и састављање Даниловог зборника“. Архиепископ Данило Други и његово доба, међународни научни скуп поводом 650 година од смрти 1987. године, САНУ, 1991. 217-224.
- Поповић, Даница. Српски владарски гроб у средњем веку. Београд: Институт за историју уметности Филозофског факултета, 1992.
- Пурковић, Миодраг. Принцезе из куће Немањића. Београд: Пешић и синови, 1996.
- Радојчић, Светозар. Портрети српских владара у средњем веку. Београд: Републички завод за заштиту споменика културе, 1996.
- Станојевић, Станоје, Кад је умро краљ Радослав, 1894.